# Lide Doorman

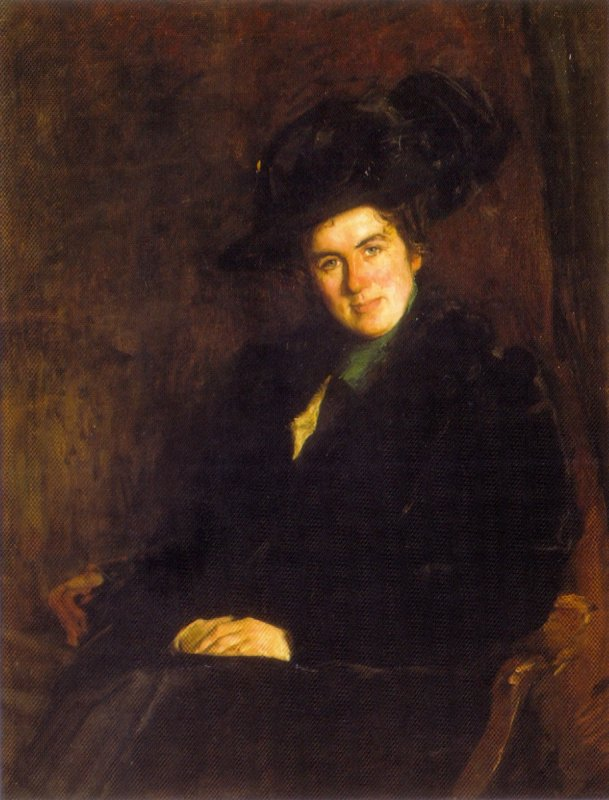
Lide Doorman, Porträt von Floris Arntzenius

Alida Lide Margaretha Maria Arntzenius-Doorman (* 7. August 1872 in Middelburg; † 16. März 1954 in Den Haag) war eine niederländische Malerin.

## Leben
Lide Doorman wurde am 7. August 1872 in Middelburg als Tochter des Quartiermeisters Pieter Lodewijk Gerard Doorman (1834–1916) und Claudine Albertine de Keth (1846–1917) geboren. Im Jahr 1900 heiratete sie den Maler Floris Arntzenius (1864–1925). Aus dieser Ehe gingen vier Töchter hervor, darunter die Malerinnen Lies Arntzenius (1902–1982) und Liekie Arntzenius (1905–1996). Sie wurde an der Koninklijke Academie van Beeldende Kunsten in Den Haag ausgebildet, war Mitglied der Damenklasse der Akademie der Bildenden Künste in Den Haag und belegte ab 1892 den Malkurs. Sie malte Stillleben und Ölgemälde. Während ihrer Ehe stand die Malerei eher im Hintergrund, doch nach dem Tod ihres Mannes im Jahr 1925 wurde sie wieder aktiv und war 1927 Mitgründerin der Schilderessenvereniging ODIS. Sie stellte auf Ausstellungen der Vereinigung aus.
Lide Doorman starb am 15. März 1954 in Den Haag.